# Władysław Niedoba
Władysław Niedoba (ur. 22 marca 1914 w Nawsiu, zm. 12 marca 1999 tamże) – polski reżyser, scenarzysta i aktor teatralny, autor widowisk o tematyce regionalnej, działacz społeczny i kulturalny na Zaolziu w Czechosłowacji, a następnie w Czechach. Znany najszerzej pod scenicznym pseudonimem Jura spod Grónia. Był bratem Adama Niedoby.

## Życiorys
Najmłodszy syn z pierwszego małżeństwa Ewy z domu Sikora i Pawła Niedoby, nawiejskiego gazdy. W 1937 r. został zaangażowany do morawskośląskiego teatru narodowego w Ostrawie. Wkrótce powierzono mu pierwszą rolę solową: partię księcia w „Fauście”. Po zajęciu Zaolzia przez Polskę w 1938 r. Niedoba został stypendystą katowickiego konserwatorium muzycznego. Wybuch II wojny światowej przerwał mu studia i uniemożliwił wyjazd na stypendium do Włoch.
We wrześniu 1939 r. wraz z miejscową kompanią Obrony Narodowej przeszedł podkarpacki szlak bojowy 21 Dywizji Piechoty Górskiej i jak część z jej żołnierzy po rozbiciu dywizji został zagarnięty przez wojska sowieckie. Po ucieczce z rosyjskiej niewoli wrócił w rodzinne strony, gdzie został wcielony do Wehrmachtu. Ucieczka z wojska niemieckiego nie powiodła się: Niedoba został zesłany do obozu karnego na adriatyckiej wyspie Korfu. Dopiero stąd udało mu się zbiec. Z fałszywymi dokumentami przewędrował Albanię i Grecję wrócił do rodzinnego Nawsia.
Po wojnie zrezygnował z kariery śpiewaka operowego na rzecz pracy nad utrzymaniem i propagowaniem kultury polskiej na Zaolziu. W 1951 r. doprowadził do powstania w Czeskim Cieszynie Sceny Polskiej Těšínského divadla – jedynego poza granicami kraju stałego polskiego teatru zawodowego, w którym do 1960 r. był kierownikiem artystycznym, a także reżyserem, scenarzystą i aktorem. Był felietonistą polskojęzycznego czasopisma „Głos Ludu”, pisał słuchowiska radiowe oraz widowiska dla założonego w 1947 r. zespołu „Gorol” w Jabłonkowie, w którym z Ludwikiem Cienciałą – „Jąkałą Maciejem” stworzył duet, bawiący publiczność gwarowymi dialogami. Obok Karola Piegzy był przez 50 lat animatorem corocznej polskiej imprezy folklorystycznej w Czechosłowacji, a następnie w Czechach – „Gorolskiego Święta” w Jabłonkowie.
Był odznaczony m.in. Krzyżem Komandorskim Orderu Zasługi Rzeczypospolitej Polskiej (16 marca 1994 r.). Spoczywa na cmentarzu w rodzinnej miejscowości.

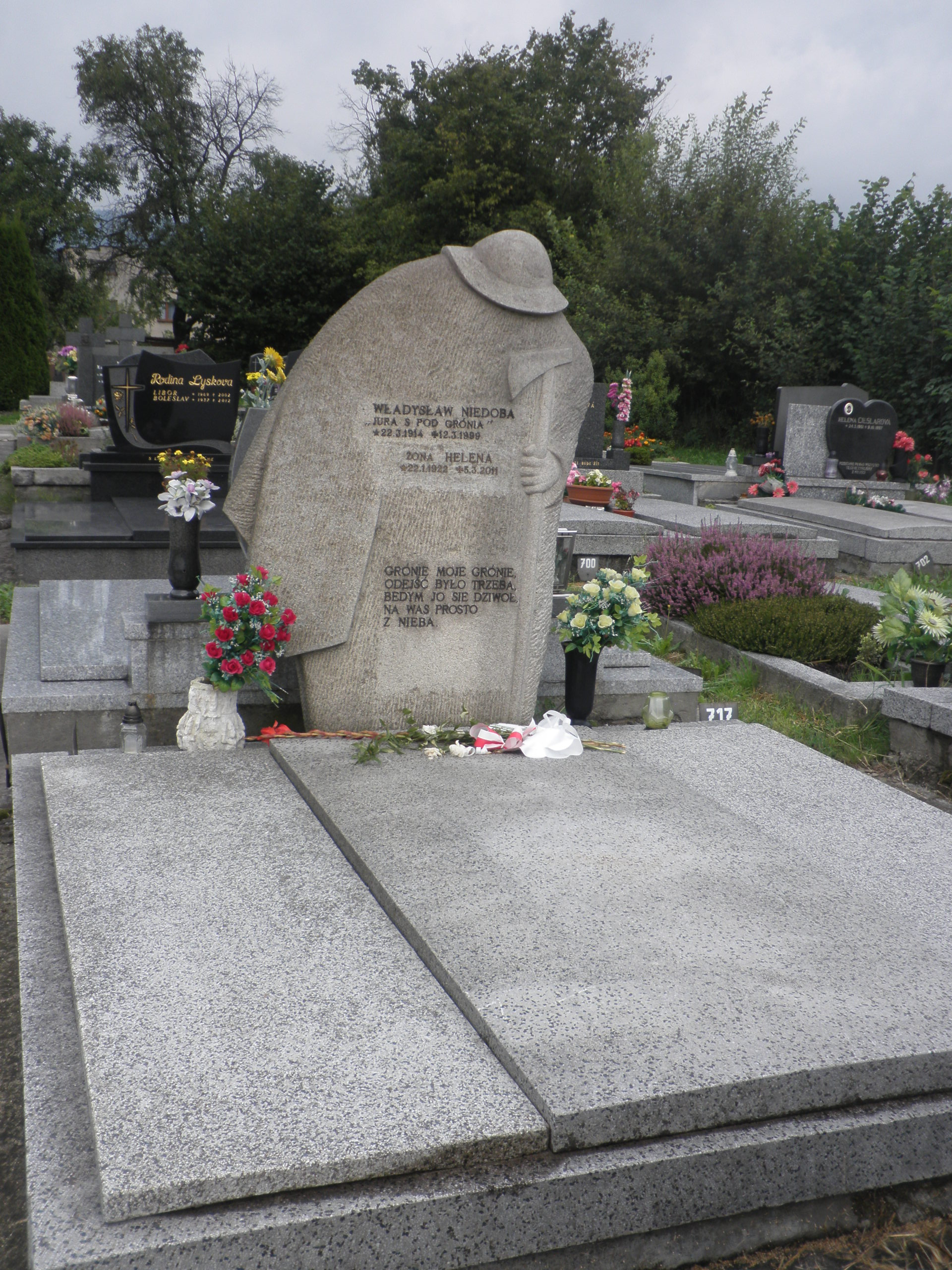
Grób w Nawsiu
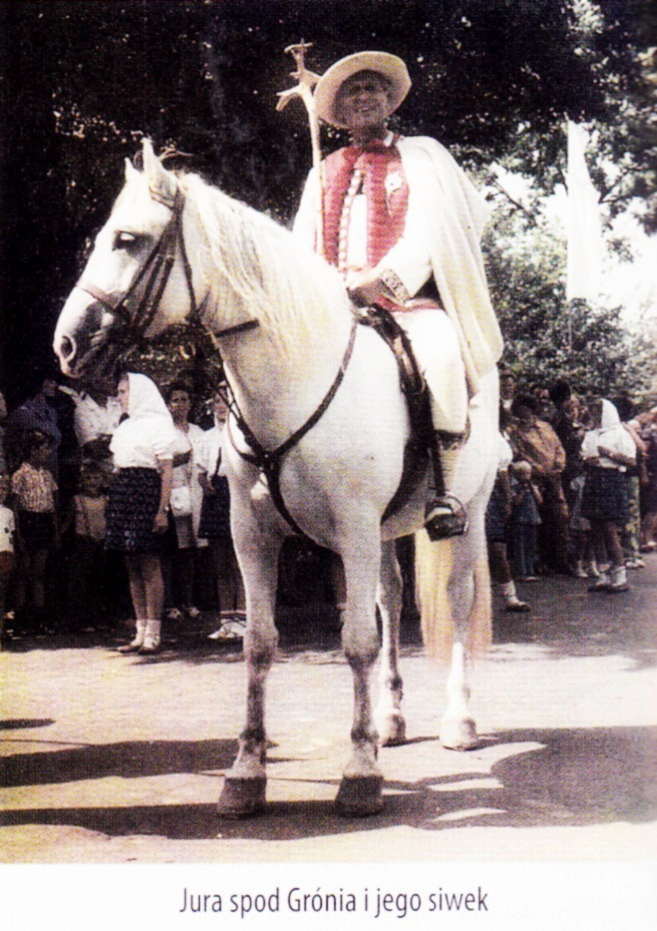
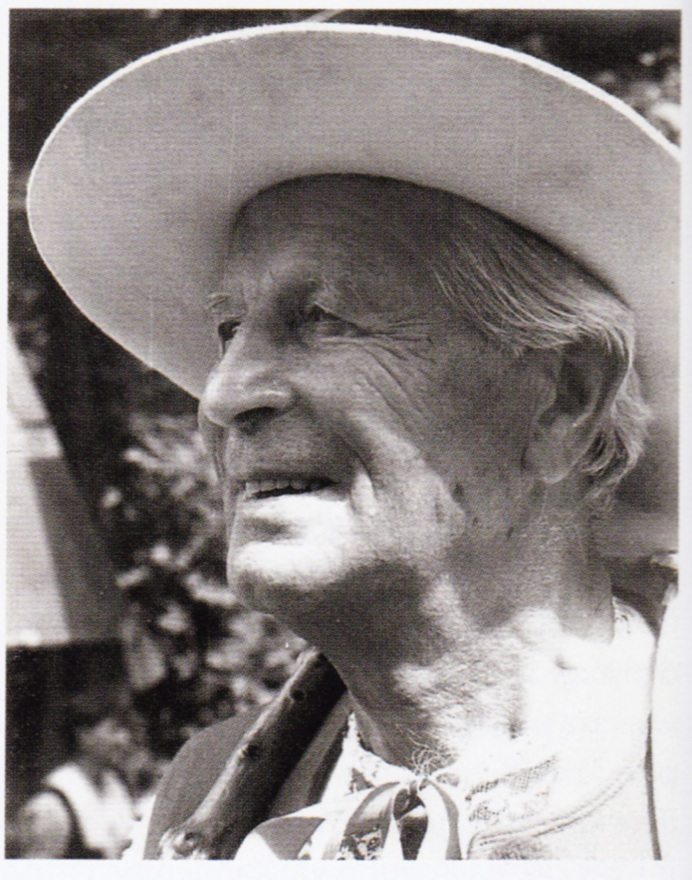
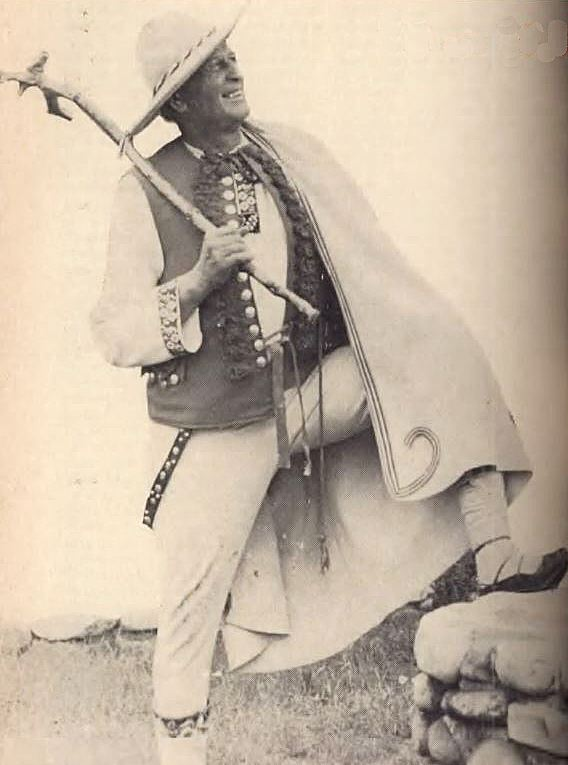
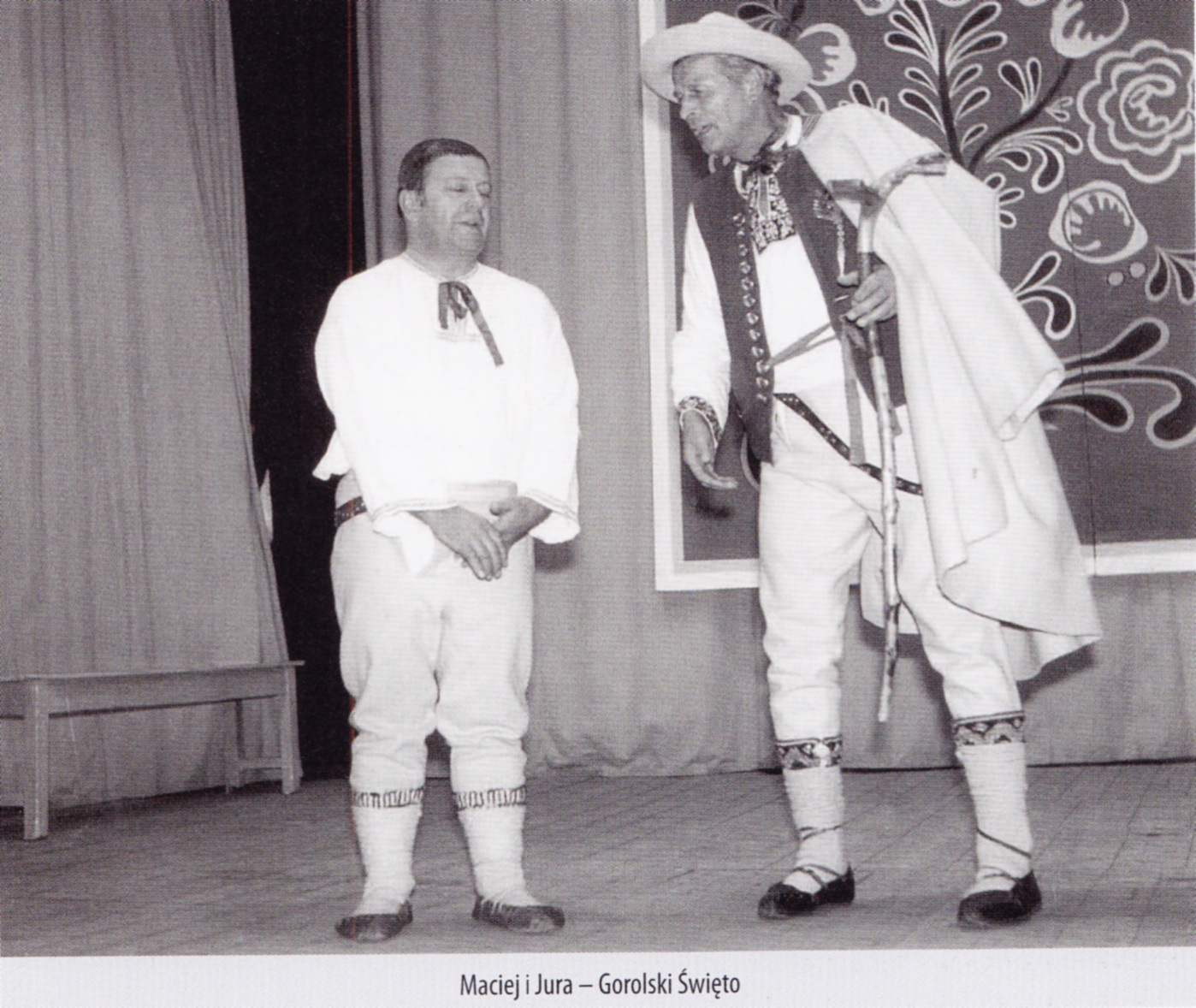
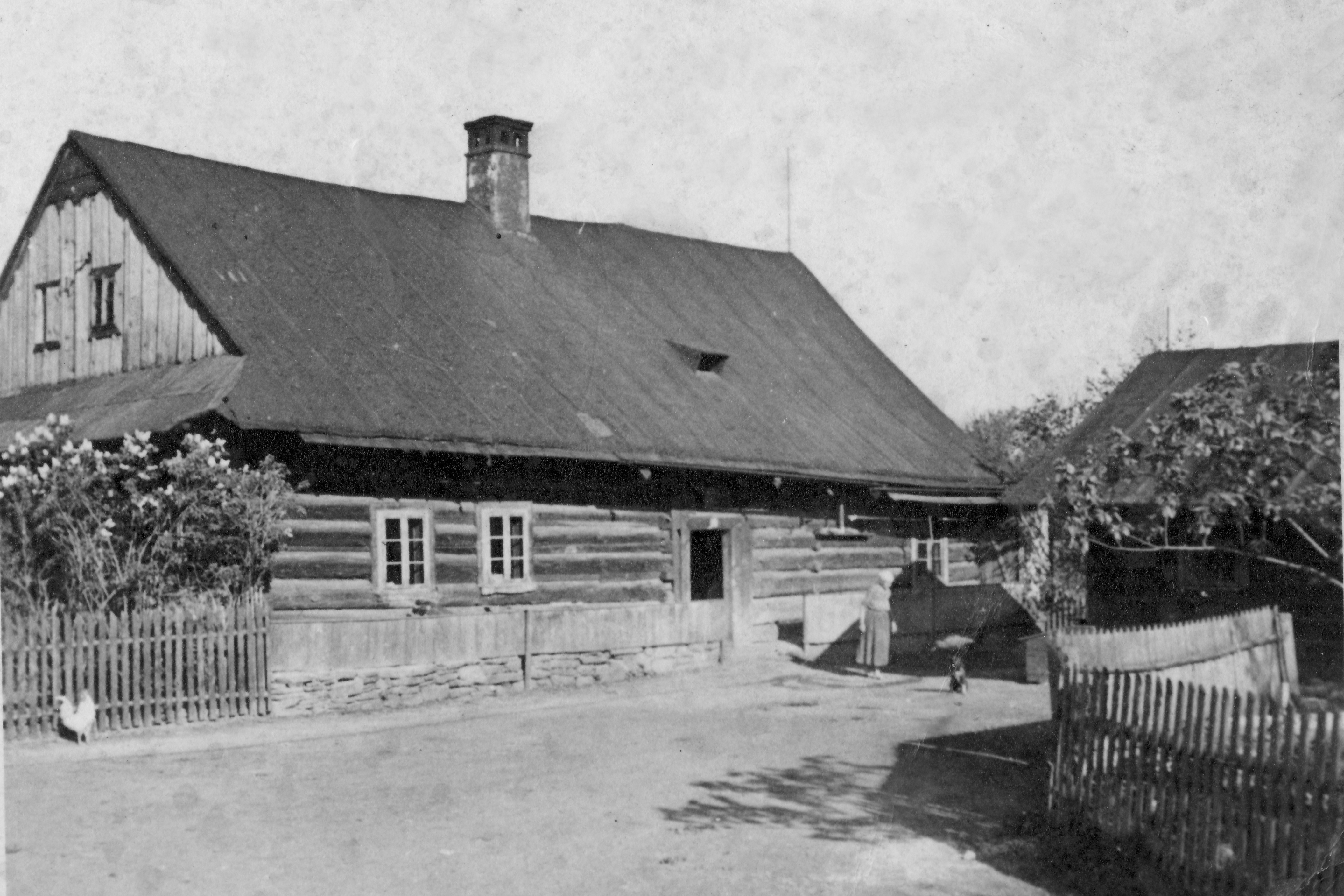
Dom rodzinny Niedoby z 1763 roku. Zdjęcie z 1957 roku (3 lata przed rozbiórką).